# Dholavira
Dholavira (tiếng Gujarat: ધોળાવીરા) là một địa điểm khảo cổ tại Khadirbet ở khu đô thị Bhachau Taluka thuộc quận Kutch, bang Gujarat phía tây Ấn Độ, được đặt tên theo một ngôi làng hiện đại cách 1 km (0,62 mi) về phía nam. Ngôi làng này cách Radhanpur 165 km. Còn có tên địa phương Kotada timba, địa điểm này có tàn tích của nền văn minh lưu vực sông Ấn cũng như của thành phố Harappan cổ đại. Nó là một trong năm địa điểm tàn tích Harappan rộng lớn nhất và địa điểm khảo cổ nổi tiếng nhất ở Ấn Độ thuộc văn minh lưu vực sông Ấn. Thành phố được đánh giá là một trong những thành phố vĩ đại nhất  vào thời đại của nó. Tọa lạc trên đảo Khadir bet trong khu bảo tồn thiên nhiên sa mạc Kutch tại Great Rann of Kutch, khu vực bao phủ hết địa điểm này rộng hơn 100 ha (250 mẫu Anh). Địa điểm này bị chiếm đóng từ 2650 TCN, suy giảm chậm sau khoảng 2100 TCN. Nơi đây bị bỏ hoang một thời gian ngắn sau đó bị tái chiếm cho đến năm 1450 TCN.
Địa điểm này được khám phá vào tháng 8 năm 1967 nhờ J. P. Joshi ex. D.G. của A.S.I. và lớn thứ năm trong số tám địa điểm tàn tích Harappan chính. Nơi này được khai quật kể từ năm 1990 bởi viện khảo cổ học Ấn Độ, mà cho rằng "Dholavira quả thực đã thêm nhiều quy mô mới cho phong cách văn minh lưu vực sông Ấn." Địa điểm tàn tích Harappan trọng yếu khác phát hiện được cho đến nay là: Harappa, Mohenjo-daro, Ganeriwala, Rakhigarhi, Kalibangan, Rupnagar và Lothal.

## Niên đại của Dholavira

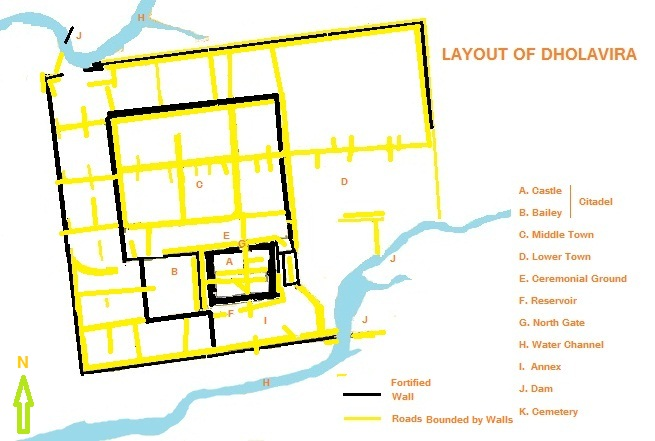
Quy hoach Dholavira

R.S. Bisht, chỉ đạo các cuộc khai quật Dholavira, đã xác định bảy giai đoạn chiếm đóng sau đây tại địa điểm này:
| Giai đoạn     | Thời điểm     |                                                    |
| ------------- | ------------- | -------------------------------------------------- |
| Giai đoạn I   | 2650–2550 BCE | Tiền Harappan – chuyển tiếp Harappan thịnh vượng A |
| Giai đoạn II  | 2550–2500 BCE | Tiền Harappan – chuyển tiếp Harappan thịnh vượng B |
| Giai đoạn III | 2500–2200 BCE | Harappan thịnh vượng A                             |
| Giai đoạn IV  | 2200–2000 BCE | Harappan thịnh vượng B                             |
| Giai đoạn V   | 2000–1900 BCE | Harappan thịnh vượng C                             |
|               | 1900–1850 BCE | Thời kỳ quên lãng                                  |
| Giai đoạn VI  | 1850–1750 BCE | Posturban Harappan A                               |
|               | 1750–1650 BCE | Thời kỳ quên lãng                                  |
| Giai đoạn VII | 1650–1450 BCE | Posturban Harappan B                               |

## Khai quật
Khai quật khởi xướng vào năm 1989 bởi viện khảo cổ học Ấn Độ dưới sự chỉ đạo của RS Bisht, và đã có 13 cuộc khai quật xảy ra trong thời gian từ năm 1990 cho tới 2005. Cuộc khai quật phát lộ ra quy hoạch và kiến trúc đô thị, và khai quật số cổ vật lớn như ấn tín, chuỗi hạt, xương động vật, vàng, bạc, đồ trang trí bằng đất nung, bình gốm và đồng. Các nhà khảo cổ tin rằng Dholavira là một trung tâm thương mại quan trọng giữa những khu định cư ở phía nam Gujarat, Sindh và Punjab và Tây Á.

## Kiến trúc và văn hoá vật chất
Ước tính lớn tuổi hơn so với thành phố cảng Lothal, thành phố Dholavira có tổ chức và dạng hình chữ nhật, trải rộng trên 22 ha (54 mẫu Anh). Khu vực này có chiều dài 771,1 m (2.530 ft) và chiều rộng 616,85 m (2.023,8 ft). Không giống như Harappa và Mohenjo-daro, thành phố đã xây dựng theo một quy hoạch hình học có từ trước bao gồm ba phần chính – thành trì, thị trấn giữa và thị trấn thấp. Thành phòng ngự và thị trấn giữa đã được trang bị những thiết bị phòng thủ riêng, cổng ra vào, khu vực xây dựng, hệ thống đường phố, giếng nước và những khoảng đất trống rộng lớn. Thành phòng hộ được tăng cường kỹ lưỡng nhất và khu phức hợp ở thành phố, trong đó chiếm giữ phần lớn khu vực tây nam. "Lâu đài" cao chót vót đứng được bảo vệ bởi thành lũy gấp đôi. Đứng bên cạnh là một nơi gọi là 'tường ngoài', nơi các quan chức quan trọng sống. Thành phố bên trong công sự chung chiếm 48 ha (120 mẫu Anh). Có những khu vực kết cấu chịu lực rộng lớn ở bên ngoài nhưng không thể thiếu khu dân cư vững chắc. Ngoài bức tường, khu định cư khác đã được phát lộ. Tính năng nổi bật nhất của thành phố là tất cả các tòa nhà, ít nhất trong tình trạng hiện tại vẫn được bảo quản, được xây dựng bằng đá, trong khi hầu hết địa điểm Harappan khác, bao gồm cả bản thân Harappa và Mohenjo-daro, được xây dựng gần như hoàn toàn bằng gạch. Hai bên Dholavira là hai kênh thoát nước mưa; Mansar ở phía bắc và Manhar ở phía nam

### Hồ chứa

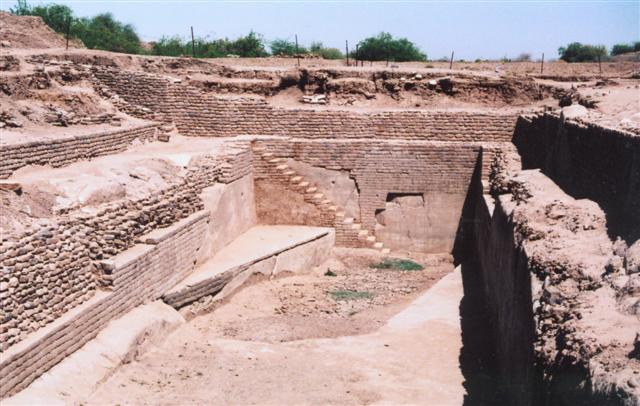
Một trong những hồ chứa nước, với những nấc thang, tại Dholavira

"Loại hệ thống hiệu quả của tàn tích Harappans tại Dholavira, được phát triển để bảo quản, thu hoạch và tích trữ nước nói lên một cách thuyết phục kỹ thuật thủy lực tiên tiến của cư dân đương thời, cho biết tình trạng công nghệ vào thiên niên kỷ thứ ba trước công nguyên", ông R.S.Bist của viện khảo cổ học Ấn Độ, người chỉ đạo khai quật, phát biểu. Một trong những tính năng độc đáo ở Dholavira là hệ thống kênh đào và hồ chứa bảo vệ nguồn nước công phu. Là hồ chứa nước sớm nhất tìm được ở bất cứ nơi nào trên thế giới, được xây dựng hoàn toàn bằng đá. Thành phố này có nhiều hồ chứa lớn, ba trong số đó đã được khám phá. Chúng được dùng để trữ nước ngọt khi mưa xuống hoặc để trữ nước chuyển hướng từ hai lạch nước nhỏ lân cận. Điều này rõ ràng là để đáp ứng với điều kiện và khí hậu sa mạc tại Kutch, nơi mà có thể không có mưa vài năm liên tiếp. Một dòng suối mùa chạy theo hướng bắc-nam ở gần khu vực đã được xây đập nước tại một số điểm để lấy nước.
Những cư dân của Dholavira tạo ra 16 hồ chứa hoặc nhiều hơn nữa 
kích cỡ khác nhau vào giai đoạn III. Một số đã tận dụng độ dốc mặt đất tại các khu định cư lớn, nghiên dốc 13 m từ đông bắc đến tây bắc. Các hồ chứa nước khác đã được khai quật, một số thành đá sống. Nghiên cứu gần đây đã phác giác hai hồ chứa lớn, một ở phía đông lâu đài và một ở phía nam, gần Annexe.
Những hồ chứa nước được cắt qua đá thẳng đứng, và khoảng 7 m độ sâu và 79 m chiều dài. Chúng nằm dọc theo bờ rìa của thành phố, trong khi thành trì và hồ tắm được đặt ở trung tâm trên mặt đất trồi lên. Ngoài ra còn có một cái giếng lớn với một máng xối chạm đá kết nối vào một cống thoát nước, đự định để dẫn nước vào một bể chứa. Các bể tắm có những bậc thang giảm dần vào bên trong.
Vào tháng 10 năm 2014, khai quật bắt đầu tại một giếng bậc thang hình chữ nhật đo lường được 73,4m chiều dài, 29,3m chiều rộng và 10m độ sâu, khiến cho chúng lớn gấp ba lần so với phòng tắm lớn Mohenjedaro.

### Con dấu
Một số con dấu tìm được tại Dholavira, thuộc giai đoạn III, chỉ chứa hình minh họa động vật, mà không có bất kỳ loại chữ in khắc nào. Đề xuất giả thuyết rằng các loại con dấu đại diện cho quy ước ban đầu về khắc dấu của văn minh sông Ấn.

### Cấu trúc và đối tượng khác

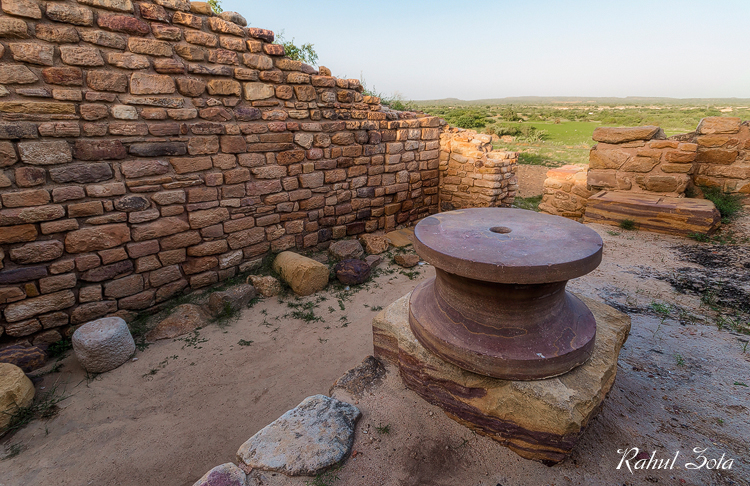
Dholavira

Một cấu trúc hình tròn khổng lồ tại địa điểm được cho là một ngôi mộ hay đài tưởng niệm, mặc dù nó không chứa xương cốt người. Cấu trúc bao gồm mười bức tường gạch bùn xuyên tâm được xây dựng theo hình bánh xe quay. Một tác phẩm điêu khắc bằng đá sa thạch mềm khắc một người đàn ông tạc tượng dương vật cương lên nhưng đầu và chân bên dưới mắt cá chân cắt cụt đã được khai quật ở lối cửa ngõ phía đông. Nhiều cấu trúc mộ được khai quật (mặc dù tất cả không có xương cốt), cũng như mảnh gốm, con dấu đất nung, lắc tay, nhẫn, hạt và bản chạm khắc chìm.

### Kết cấu xây dựng hình bán cầu
Bảy công trình xây dựng bán cầu đã được phát lộ tại Dholavira, hai trong số đó đã được khai quật chi tiết, xây dựng trên buồng cắt đá lớn. Có hình mặt phẳng tròn, đây là những công trình xây dựng hình bán cầu lớn được xây lên bằng gạch bùn. Một trong những công trình khai quật thiết kế dưới dạng bánh xe quay. Số khác cũng được thiết kế theo cùng kiểu cách, nhưng như một bánh xe không quay. Mặc dù có thể chứa vật phẩm an táng bằng gốm, không có bộ xương nào khai quật ra ngoại trừ một ngôi mộ, nơi chứa một hài cốt và gương bằng đồng. Một chuỗi vòng cổ hạt xâu thành dây đồng với cái móc ở cả hai điểm cuối, một chiếc vòng vàng, vàng và chuỗi hạt khác cũng được phát lộ tại một trong những kết cấu hình bán cầu.
Những trụ chống kết cấu hình bán cầu tương tự bảo tháp Phật giáo sơ khai. Viện khảo cổ Ấn Độ, đã tiến hành khai quật, phát biểu rằng "những loại thiết kế đó là các bánh xe đang quay và bánh xe không quay cũng nhắc nhở đến một trong những Sararata-chakra-citi và sapradhi-rata-chakra-citi đề cập trong Satapatha Brahmana và Sulba-sutra".

## Phát hiện

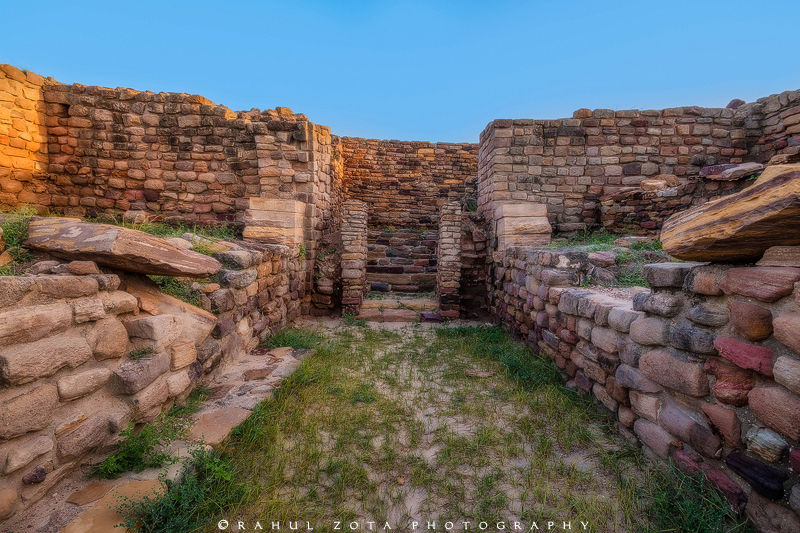
Địa điểm khảo cổ, Dholavira

Đồ thủ công đen trên nền gốm đỏ vẽ sông Ấn, con dấu tem vuông, con dấu không có chữ in sông Ấn, một dấu hiệu lớn kích thước khoảng 3 m chiều dài, chứa mười lá thư của hệ thống chữ viết sông Ấn. Một tấm đá khắc hình dáng nam giới ngồi bảo quản kém cũng đã được phát lộ, so sánh với chất lượng hai tác phẩm điêu khắc bằng đá cao khai quật được tại Harappa. Bình lọ mảnh đen lớn với nền nhọn cũng được khai quật tại địa điểm này. Một chiếc búa khổng lồ bằng đồng, một cái đục lớn, một gương đồng cầm tay, một sợi dây vàng, khuyên tai vàng, viên vàng có lỗ, rìu đồng và vòng đeo tay, vòng đeo vỏ, biểu tượng dương vật bằng đá, con dấu vuông với dòng chữ Indus và dấu hiệu, một con dấu tròn, con vật có bướu, đồ gốm với họa tiết vẽ, ly, đĩa thức ăn, lọ đục, cốc vại Terracotta trong hình dạng tốt, các thành viên kiến trúc bằng đá dằn, đá mài, súng cối, vv, cũng được khai quật tại vị trí này. Trọng lượng đá đo đạc khác nhau đã được phát hiện.

## Tuyến đường ven biển
Đề xuất giả thuyết một tuyến đường ven biển tồn tại liên kết Lothal và Dholavira đến Sutkagan Dor trên bờ biển Makran.

## Ngôn ngữ và chữ viết
Người dân Harrapan giao tiếp bằng ngôn ngữ không rõ ràng và chữ viết của họ chưa được giải mã. Nó được cho là đã có khoảng 400 ký hiệu cơ bản, với nhiều biến thể. Các ký hiệu có thể dựng đứng cả từ ngữ và âm tiết. Khuynh hướng viết văn bản nói chung từ phải sang trái. Hầu hết hệ thống chữ khắc tìm được trên con dấu (chủ yếu làm bằng đá) và dấu niêm phong: (miếng đất sét mà các con dấu được ép xuống để lại vết ấn). Một số chữ viết cũng tìm được trên phiến bảng đồng, dụng cụ bằng đồng, và các vật dụng nhỏ làm bằng đất nung, đá và đồ sứ. Những con dấu thể đã được sử dụng trong thương mại và cũng dành cho công việc hành chính chính thức. Rất nhiều tài liệu ghi chép tìm được tại Mohenjo-daro và những địa điểm khác thuộc văn minh lưu vực sông Ấn.

### Bảng ký hiệu

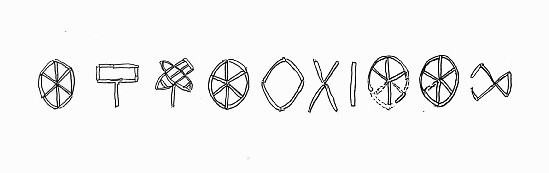
10 trang trí chạm khắc sông Ấn phát hiện gần cửa ngõ phía Bắc của Dholavira

Một trong những phát hiện quan trọng nhất tại Dholavira đã được thực hiện tại một trong những phòng sườn bên ở cửa ngõ phía Bắc thành phố, và thường được biết đến như bảng ký hiệu Dholavira. Người dân Harappan đã sắp xếp và thiết lập những mảnh khoáng sản thạch cao để tạo thành mười biểu tượng lớn hoặc chữ trên một tấm gỗ lớn. Tại một số điểm, bảng khâu viền phẳng trên bề mặt. Gỗ mục nát, nhưng sự sắp xếp chữ cái vẫn tồn tại. Chữ cái trên bảng ký hiệu được so sánh với những viên gạch lớn được sử dụng xây những bức tường gần đó. Mỗi ký hiệu cao khoảng 37 cm (15 in) và những chữ cái trên bảng được chạm khắc dài khoảng 3 m (9,8 ft). Câu văn chạm khắc là một trong những hệ thống chữ viết sông Ấn lâu nhất, với một biểu tượng xuất hiện bốn lần, điều này, kích thước và tính chất công cộng lớn khiến cho chúng trở thành một phần quan trọng của bằng chứng được nhiều học giả trích dẫn, lập luận rằng hệ thống chữ sông Ấn đại diện cho chữ viết đầy đủ. Một bảng khắc bốn ký hiệu với chữ cái có kích thước lớn trên đá cát cũng tìm được tại địa điểm này, xem xét lần đầu dòng chữ trên đá cát ở bất kỳ địa điểm Harappan nào.